# Albert Seibel
Albert Seibel, né le 1er avril 1844 à Aubenas (Ardèche) et mort dans la même ville le 5 février 1936, est un ingénieur agronome, viticulteur et créateur de nombreux hybrides de vigne ou des porte-greffes hybrides résistants aux maladies et autres insectes.

## Biographie
Albert Seibel est né à Pont-d'Aubenas un quartier d'Aubenas, en Ardèche, en 1844, de parents allemands, Georges Seibel et Louise Rochet. Son père était tonnelier et maître-brasseur. Il est le cadet d'une fratrie de quatre garçons, Charles Gustave, Antonin et Georges. Albert Seibel fait des études d'ingénieur agronome. Veuf très tôt, sans enfant, il ne se remaria pas.
Mais il prendra soin des trois filles de l'un de ses frères, le franc maçon Charles Gustave, Hélène, Juliette et Lydie, lorsque ce dernier décède à l'âge de 74 ans. 
Il demanda en mariage sa belle sœur alors veuve. 
La jeune Marie Honfestetter, en belle femme de caractère, refusa.
Passionné de viticulture, Albert Seibel et son confrère Georges Couderc entreprennent, dans le sillage d'Eugène Contassot, la création d’hybrides de vigne européenne (Vitis vinifera) avec des vignes originaires d’Amérique du Nord. Dès 1886, les deux hybrideurs ardéchois croisent les espèces, pour allier la robustesse des cépages américains à la qualité des vieux plants européens traditionnels, ceci en fécondant le pistil d’une espèce avec le pollen d’une autre espèce et ainsi obtenir un hybride. Dans un premier temps, ils observeront puis multiplieront les meilleurs plants. Afin de dissuader les faussaires, Albert Seibel créera plus de 15 000 hybridations, dont le 7053, devenu Chancellor en 1970 et proposera au commerce plus de 2 000 cépages différents. Son catalogue se renouvellera sans cesse.
En 1895, Albert Seibel fonde une école pour enseigner les méthodes de greffe.
La Loi du 24 décembre 1934 interdit les cépages hybrides producteurs directs américains, officiellement pour assainir le marché du vin. Dès le décret d'application en 1935, les tendances traditionalistes de l'Institut national des appellations d'origine (INAO) ont peu à peu jeté le discrédit sur les travaux de Georges Couderc et Albert Seibel.
Fortuné, Albert Seibel mourut peu après, le 5 février 1936, dans sa bonne ville d'Aubenas.